# Cocidius

Silberplatten für Cocidius aus der Principia des Kastells Bewcastle (Fanum Cocidi)

Cocidius ist der Name einer spätantiken romano-britischen Gottheit. Die Etymologie seines Namens ist bisher ungeklärt.

## Fundorte und Interpretationen
Cocidius wurde vor allem in Nordbritannien, nämlich in Cumberland und Northumberland von römischen Soldaten verehrt. Dort fand man in der Nähe des Hadrianswalls auch Darstellungen eines gehörnten Kriegsgottes, der Cocidius darstellen könnte. Gleichgesetzt wurde Cocidius nach der Interpretatio Romana einmal in Housesteads (Vercovicium) dem römischen Silvanus und fünfmal dem Mars. In einigen Weiheschriften wurde Cocidius mit Teutates, Riocaletis und Vernostus identifiziert. Zwei Täfelchen aus getriebenem Silber zeigen ihn als Krieger mit Schild und Speer. Nach MacKillop soll Cocidius dem britischen Gott Segomo entsprechen, dies ist allerdings sehr umstritten.
Das Zentrum des Cocidius-Kultes wird um Fanum Cocidi[i] (dort stand ein Vorpostenkastell des Hadrianswalls, heute Bewcastle in Cumberland) vermutet.